# In the Raw
In the Raw è il nono album in studio della cantautrice finlandese Tarja, pubblicato il 30 agosto 2019 dalla earMUSIC.

## Descrizione
(Tarja sul concetto intorno a cui ruota In the Raw)
In the Raw ruota intorno al concetto di "crudezza" e musicalmente combina orchestrazioni sofisticate e raffinate e la voce lirica di Tarja ad un nucleo musicale descritto come «oscuro, grezzo e heavy». La cantante afferma di essersi sentita molto vulnerabile durante la realizzazione dei testi.
L'uscita dell'album è stata anticipata dai singoli Dead Promises, Railroads e Tears in Rain.

## Tracce
1. Dead Promises (feat. Björn "Speed" Strid) – 5:50 (Tarja Turunen, Alex Scholpp)
2. Goodbye Stranger (feat. Cristina Scabbia) – 5:12 (Tarja Turunen, Alex Scholpp)
3. Tears in Rain – 4:28 (Tarja Turunen, Johnny Andrews)
4. Railroads – 4:01 (Tarja Turunen, Erik Nyholm)
5. You and I – 4:08 (Tarja Turunen, Michael Zlanabitnig, Mattias Lindblom)
6. The Golden Chamber – 7:06 (James Dooley, Tarja Turunen)
7. Spirits of the Sea – 6:56 (Tarja Turunen, Bart K Hendrickson)
8. Silent Masquerade (feat. Tommy Karevik) – 7:32 (Tarja Turunen, Julian Barrett)
9. Serene – 4:42 (Tarja Turunen, Mattias Lindblom, Anders Wollbeck, Alex Scholpp)
10. Shadow Play – 7:23 (Tarja Turunen)

Durata totale: 57:18

## Classifiche
| Classifica (2019) | Posizione massima |
| ----------------- | ----------------- |
| Ungheria          | 28                |